# Konstsim vid europeiska spelen 2023
Konstsim vid europeiska spelen 2023 avgjordes mellan 21 och 25 juni 2023 i 	
Oświęcim i Polen.
Det var den andra upplagan av konstsim vid europeiska spelen. Tvillingarna Anna-Maria Alexandri och Eirini-Marina Alexandri från Österrike tog guld i båda partävlingarna och kvalificerade sig till olympiska sommarspelen 2024 i Paris.

## Program
| Datum        | Tid (UTC+2) | Tävling                          |
| ------------ | ----------- | -------------------------------- |
| 21 juni 2023 | 09:00       | Fritt parprogram, kval           |
| 21 juni 2023 | 15:00       | Fritt lagprogram, kval           |
| 22 juni 2023 | 10:00       | Mixat tekniskt parprogram, final |
| 22 juni 2023 | 18:00       | Tekniskt parprogram, final       |
| 23 juni 2023 | 10:00       | Fri kombination, final           |
| 23 juni 2023 | 18:00       | Tekniskt lagprogram, final       |
| 24 juni 2023 | 10:00       | Akrobatiskt program, final       |
| 24 juni 2023 | 17:00       | Fritt parprogram, final          |
| 24 juni 2023 | 20:00       | Mixat fritt parprogram, final    |
| 25 juni 2023 | 10:00       | Fritt lagprogram, final          |

## Medaljörer
Mall:Europeiska spelen-medaljörer/2023/Konstsim

## Medaljtabell
*   Värdland ( Polen)
| Nr                   | Nation               | Guld | Silver | Brons | Totalt |
| -------------------- | -------------------- | ---- | ------ | ----- | ------ |
| 1                    | Spanien              | 3    | 1      | 0     | 4      |
| 2                    | Österrike            | 2    | 0      | 0     | 2      |
| 3                    | Italien              | 1    | 3      | 1     | 5      |
| 4                    | Frankrike            | 1    | 0      | 1     | 2      |
| 4                    | Israel               | 1    | 0      | 1     | 2      |
| 6                    | Ukraina              | 0    | 2      | 0     | 2      |
| 7                    | Nederländerna        | 0    | 1      | 0     | 1      |
| 7                    | Tyskland             | 0    | 1      | 0     | 1      |
| 9                    | Storbritannien       | 0    | 0      | 3     | 3      |
| 10                   | Grekland             | 0    | 0      | 1     | 1      |
| 10                   | Turkiet              | 0    | 0      | 1     | 1      |
| Totalt (11 nationer) | Totalt (11 nationer) | 8    | 8      | 8     | 24     |